# Liste der Naturdenkmale in Rohrbach (Pfalz)
Die Liste der Naturdenkmale in Rohrbach nennt die im Gemeindegebiet von Rohrbach ausgewiesenen Naturdenkmale (Stand 23. Mai 2024).

## Naturdenkmale
| Nr.         | Bezeichnung | Lage                      | Beschreibung       | Bild            |
| ----------- | ----------- | ------------------------- | ------------------ | --------------- |
| ND-7337-234 | Sommerlinde | Mühlgasse, bei Nr. 7 Lage | Tilia platiphyllos | Fotos hochladen |